# Кластерная политика
Кластерная политика — комплекс государственных и общественных мер и механизмов поддержки кластеров и кластерных инициатив, обеспечивающих повышение конкурентоспособности регионов, предприятий, входящих в кластер, развитие институтов, стимулирующих формирование кластеров, а также обеспечивающих внедрение инноваций.
Кластерная политика страны или региона может быть представлена как согласованные меры поддержки портфеля кластерных инициатив, оптимизируемых с точки зрения эффектов и рисков от его реализации.
Различают государственную кластерную политику, региональные кластерные политики и отраслевые кластерные политики.
Обычно кластерная политика рассматривается как альтернатива препятствующих конкуренции мер традиционной «промышленной политики», в рамках которой осуществляется поддержка конкретных предприятий или отраслей.
В Российской Федерации элементы кластерной политики заложены в Концепции долгосрочного социально-экономического развития до 2020 года.

## Государственная координация кластерной политики
За формирование и реализацию кластерной политики Российской Федерации, координацию органов исполнительной власти в этом вопросе, формирование мер государственной поддержки отвечает Министерство экономического развития Российской Федерации. На региональном уровне кластерная политика формулируется в рамках стратегии федеральных округов и субъектов российской федерации и реализуется региональными органами исполнительной власти и центрами кластерного развития. За разработку и реализацию кластерной политики в отраслях отвечают профильные министерства (Минсельхоз России, Минпром России и пр.).
С 2010 года в России реализуются меры государственной поддержки центров кластерного развития.
В 2012 году Правительство России сформировало перечень инновационных территориальных кластеров, которым будет предоставлена государственная поддержка.
Кластерный подход используется при формировании государственных программ, стратегий федеральных округов, стратегий субъектов Российской Федерации.

## Направления кластерной политики
Основными направлениями кластерной политики являются:
- Содействие институциональному развитию кластеров, предполагающее, в том числе, инициирование и поддержку кластерных инициатив в виде создания специализированной организации развития кластера, центров кластерного развития, а также деятельности по стратегическому планированию развития кластера, установлению эффективного информационного взаимодействия между участниками кластера и стимулирование укрепления сотрудничества между ними.
- Развитие механизмов поддержки проектов, направленных на повышение конкурентоспособности предприятий и содействие эффективности их взаимодействия. Предполагается, что предоставление поддержки соответствующим проектам, должно оказываться вне зависимости от принадлежности участвующих в их реализации предприятий к тому или иному кластеру.
- Формирование перечня инновационных территориальных кластеров федерального уровня и реализация мер по их поддержке.
- Обеспечение формирования благоприятных условий развития кластеров, включающих повышение эффективности системы профессионального образования, содействие развитию сотрудничества между предприятиями и образовательными организациями, осуществление целевых инвестиций в развитие инженерной и транспортной инфраструктуры, жилищное строительство, реализуемое с учетом задач развития кластеров, предоставление, налоговых льгот, в соответствии с действующим законодательством и снижение административных барьеров[2].

## Критика
Критики кластерной политики указывают на то, что:
- концентрация производства на данной территории в рамках кластера уменьшает устойчивость региональной экономики, снижая её диверсифицированность;
- преобладание на данной территории занятых в кластере понижает инновационность, так как она во многом является следствием соприкосновения людей, обладающих существенно отличающимися знаниями и опытом; противоположный подход порождает самовоспроизводящееся групповое мышление, воспроизводство старых идей, стереотипов и подходов;
- стимулирование кластерообразования является такой же субсидией, как и традиционные меры промышленной политики.

## Кластеры России
Известный еще с советского времени автомобильный кластер расположен в Самарской области автомобильный кластер Самара-Тольятти.
Другим примером успешно развивающегося кластера является Калуга, где активно развивается кластер по производству автомобилей и автокомпонентов, ядром которого являются компании Volkswagen, Volvo Truck, альянс PeugeotCitroen и Mitsubishi Motors.
Инновационный центр «Сколково» — строящийся научно-технологический комплекс, призванный обеспечить особые экономические условия для компаний, работающих в приоритетных для модернизации России отраслях (телекоммуникации, медицинская техника, энергоэффективность, информационные технологии и т. п.).

## Кластерная политика за рубежом
В странах ЕС реализуется множество проектов, направленных на развитие кластерной политики. Например, Европейская кластерная обсерватория, нацелена на выявление кластеров в Европе и их анализ.